# Centraal Sportcomplex Vitebsky
Het Centraal Sportcomplex Vitebsky is een multifunctioneel stadion in Vitebsk, een stad in Wit-Rusland. Het stadion stond tussen 1978 en 2003 bekend onder de naam Stadion Dinamo.
Op de plek van dit stadion stond eerst het in 1937 gebouwde Stadion Dinamo. Dat werd in de Tweede Wereldoorlog ernstig beschadigd. Er moest een nieuw stadion gebouwd worden en dat werd geopend in 1978. Het werd gerenoveerd in 2000.
Het stadion wordt vooral gebruikt voor voetbalwedstrijden, de voetbalclub FK Vitebsk maakt gebruik van dit stadion. In het stadion is plaats voor 8.144 toeschouwers. Op 26 mei 2002 vond in dit stadion de finale plaats van de Wit-Russische voetbalbeker. De wedstrijd tussen FC Homel en BATE Borisov eindigde in 2–0.